# Prachatice

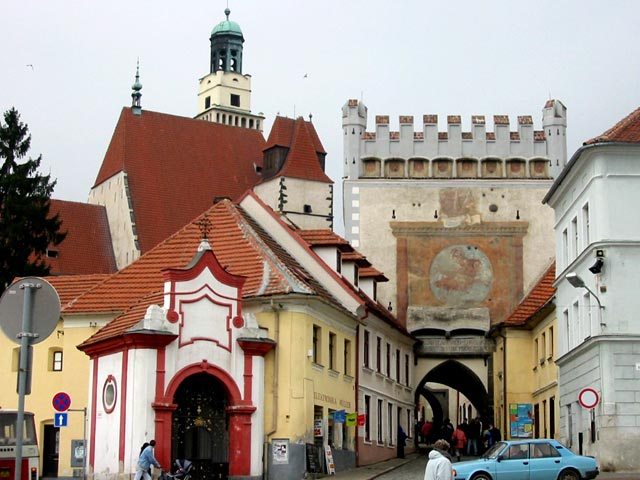
Vista de la ciudad

Prachatice (en alemán Prachatitz) es una ciudad de la República Checa, cabecera del distrito al que da nombre, en la Región de Bohemia Meridional. Situada al pie de los montes Šumava, a unos 40 km al oeste de České Budějovice, tenía 11.686 habitantes en 2009 .

## Historia
Aunque ya en el siglo XI está documentado otro lugar con el mismo nombre, pero algo más al norte, la ciudad en su emplazamiento actual fue fundada a finales del siglo XIII y  su prosperidad se asentó en los siglos siguientes gracias a los privilegios obtenidos en el comercio de la sal, pues la ciudad se encontraba en la ruta de Oro, por la que se exportaba este producto desde Passau, en Baviera, a Praga.
Durante las guerras husitas, la población fue masacrada por los husitas. Al término del conflicto, en 1436, Prachatice obtuvo el estatuto de ciudad real. A lo largo de los siglos siguientes conservaría esta condición o se convertiría en posesión feudal de distintas familias de la nobleza bohemia (primero los Rosenberg y más tarde los Eggenberg), al compás de las vicisitudes políticas y bélicas. En la guerra de los Treinta Años la ciudad perdió sus privilegios y fue saqueada varias veces y conquistada por los suecos, que exigieron un fuerte rescate por su devolución. El establecimiento en 1692 del monopolio imperial de la sal determinaría la decadencia de Prachatice, que desde 1719 perteneció a la Casa de Schwarzenberg, en cuyo poder permanecería formalmente hasta 1848.
DUrante el siglo XIX se fue desarrollando la industria textil y alimentaria, actividades a las que desde finales de ese siglo se sumaría el turismo.
Prachatice fue ocupada en octubre de 1938 por tropas alemanas, como resultado de los Acuerdos de Múnich. Al finalizar la Segunda Guerra Mundial la ciudad fue devuelta a la entonces Checoslovaquia, y expulsada la población de origen alemán, que había sido mayoritaria hasta principios del siglo XX.
Evolución demográfica:
1869: 4911 habitantes

1900: 5573

1930: 5926

1950: 5130

1961: 5381

1970: 7100

1980: 10 354

1991: 11 805

2001: 11 977

## Residentes notables
- Jan Hus, Teólogo, filósofo y reformista checo
- John Neumann, Primer Santo norteamericano 1811
- Josef Messner (1822 - 1862), escritor
- Irma Krützner, escritor y poeta residente 1915 - 1946
- Jiří Paroubek,primer ministro Checo
- Adolf Zika - Fotógrafo

## Monumentos Principales

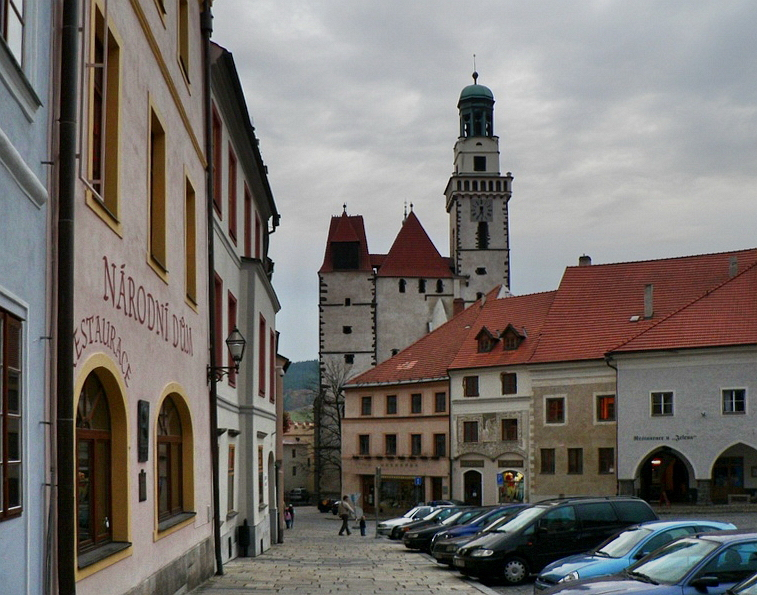
Plaza e iglesia de Santiago

- Ayuntamiento Viejo (Stará radnice). Erigido entre 1570 y 1571.
- Iglesia de Santiago (Kostel svatého Jakuba). Construida a lo largo del siglo XV y concluida en 1570, destacan en su interior las bóvedas estrelladas y el altar gótico tardío.
- Puerta de Pisek (Písecká brána). En sus muros se representa a Wilhelm von Rosenberg y el escudo de la familia.
- Plaza Mayor (Velké náměstí). Además del Ayuntamiento Viejo y del Ayuntamiento Nuevo (erigido junto al anterior en estilo neorrenacentista, a principios del siglo XX), destacan en ella los edificios de fachadas con decoración esgrafiada, típicos del Renacimiento bohemio.